# Đông Bắc

Đông Bắc

Đông Bắc (ossia "Nord est", "regione nord orientale") è una delle regioni del Vietnam, con undici province molte delle quali montuose, poste a nord delle pianure del Fiume Rosso.

## Province
Le province della regione di Dong Bac sono:
- Bắc Giang
- Bắc Kạn
- Cao Bang
- Ha Giang
- Lang Son
- Lao Cai
- Phu Tho
- Quang Ninh
- Thai Nguyen
- Tuyen Quang
- Yen Bai